# Niklasdals lövskog
Niklasdals lövskog är ett naturreservat i Karlstads kommun i Värmlands län.
Området är naturskyddat sedan 2008 är 13 hektar stort. Reservatet består av ett lövskogsområde vid Vänerns strand.